# 长叶雀稗
长叶雀稗（学名：Paspalum longifolium）为禾本科雀稗属下的一个种。

## 扩展阅读
- 維基物種上的相關：长叶雀稗